# Paul Schulz-Gahmen

Paul Schulz-Gahmen

Paul Schulz-Gahmen (* 21. April 1867 in Gahmen; † 27. September 1941 in Münster) war ein deutscher Landwirt und Politiker (Zentrum).

## Leben und Beruf
Paul Schulz-Gahmen wurde als Sohn eines praktischen Arztes und Gutsbesitzers geboren. Nach dem Volksschulabschluss und dem Besuch des königlichen Gymnasiums in Münster bis zur Obersekunda absolvierte er eine praktische Ausbildung in der Landwirtschaft und in der angeschlossenen hauseigenen Brennerei. Anschließend arbeitete er auf dem elterlichen Hof in Lünen-Gahmen. Nach dem Tode seines Vaters übernahm er die Leitung des Gutes und der Brennerei. Er war Mitgründer des Spar- und Bauvereins Lünen und Mitglied der Landwirtschaftskammer Münster.
Schulz-Gahmen war Vorsitzender des Vereins der Kornbranntweinbrennereibesitzer und Presshefefabrikanten Deutschlands, Aufsichtsratsmitglied des Verbandes deutscher Presshefefabrikanten und Vorstandsmitglied des Westfälischen Bauernvereins. Des Weiteren war er Verwaltungsratsmitglied der Landschaft der Provinz Westfalen sowie Mitglied der Handelskammer Dortmund.
Schulz-Gahmen wurde auf dem Herz-Jesu-Friedhof in Lünen beigesetzt.

## Politisches Wirken
Schulz-Gahmen trat in die Zentrumspartei ein, war Vorstandsmitglied der Zentrumspartei in Westfalen und Mitglied des dortigen Parteiausschusses. Darüber hinaus war er Mitglied im Reichsparteiausschuss. Von 1897 bis 1922 war Schulz-Gahmen Gemeindevorsteher in Gahmen und Mitglied der Amtsversammlung in Derne. Er gehörte ferne dem Kreisausschuss und dem Kreistag in Dortmund an. Von Juni 1920 bis September 1930 saß er im Reichstag. 1921 gehörte er zu den Abgeordneten des Zentrums, die in Opposition gegen Matthias Erzberger gingen. Nach 1923 war er zudem Ratsmitglied der Stadt Lünen.

## Ehrungen
- Ehrenbürgerschaft der Gemeinde Gahmen, 1922
- Paul-Schulz-Gahmen-Straße in Lünen